# Фоменко Сергій Степанович
Сергій Степанович Фоменко (нар. 7 жовтня 1902 — †28 жовтня 1991) — радянський військовий діяч, генерал-лейтенант.

## Біографія
Сергій Степанович Фоменко народився 7 жовтня 1902 року в місті Шпола, — нині Черкаської області.
В Червоній Армії з 1918 року. Учасник Громадянської війни в Росії.
У 1922 році — закінчив курси кулеметних команд Вищої тактичної стрілецької школи ім. Комінтерну. З 1922 по 1933 роки пройшов шлях від командира взводу до командира гірськострілецького полку.
З 1937 року — начальник штабу гірськострілецької дивізії. З липня 1938 до початку Другої Світової війни Сергій Степанович Фоменко — заступник командувача Забайкальського військового округу.
4 червня 1940 року йому присвоєно військове звання «генерал-майор». У 1941 році закінчив Курси удосконалення вищого командного складу.
Після початку німецько-радянської війни, з 23 по 27 червня 1941 року, тимчасово виконував обов'язки командувача військами Забайкальського військового округу, потім призначений командувачем 36-ю Армією.
У складі Забайкальського фронту армія перебувала в постійній бойовій готовності для відбиття можливого нападу Японії. На посаді командарма Сергій Степанович Фоменко займався навчанням військ, готував резервні частини і з'єднання для діючої армії.
16 жовтня 1943 йому було присвоєно військове звання «генерал-лейтенант». Перед початком радянсько-японської війни на посаду командувача 36-ю армією прибув генерал-лейтенант Лучинський Олександр Олександрович, а Сергій Фоменко був призначений його заступником. Брав участь у Хінгано-Мукденській наступальній операції. За успішне командування військами у війні з Японією Фоменко був нагороджений орденом Суворова 2 ступеня.
Після закінчення війни, з 28 листопада 1945 року, — знову командував 36-ю Армією. У 1949 році закінчив Вищі академічні курси при Вищій військовій академії ім. К. Є. Ворошилова, потім призначений помічником командувача військами Забайкальського військового округу. З вересня 1953 року — 1-й заступник командувача військами Таврійського військового округу, з липня 1956 року — 1-й заступник командувача Північної групи військ. У 1957 році вийшов у відставку.
Сергій Степанович Фоменко помер 28 жовтня 1991 року в Сімферополі. Похований на цвинтарі Абдал.

## Нагороди
- 2 Ордени Леніна;
- 3 Ордени Червоного Прапора;
- Орден Суворова 2-го ступеня;
- Орден Вітчизняної війни 1-го ступеня;
- Орден Червоної Зірки;
- Медаль «За перемогу над Німеччиною у Великій Вітчизняній війні 1941—1945 рр.»;
- Медаль «За перемогу над Японією»;
- Медаль «XX років Робітничо-Селянській Червоній Армії»;
- Орден Бойового Червоного прапора (Монголія).